# Nooksack
Nooksack je město v okrese Whatcom v americkém státě Washington, nedaleko od hranic s Kanadou. Počet obyvatel v roce 2010 čítal 1 338. Město sdílí školní okrsek Nooksack Valley s obcemi Everson a Sumas.
Město se skládá jen z několika budov podél silnice, která skrz něj vede. Místní pošta, nacházející se naproti malému městskému parku, ztratila svůj oficiální status v roce 1992 a je nyní pouze pobočkou eversonské pošty. Ve městě se nachází také dvě čerpací stanice a několik kostelů. Kromě malého potoka protékajícího kolem hřbitova na okraji města se zde nenachází žádné geograficky důležité věci.
Město používá stejných policejních služeb a kanalizace jako nedaleký Everson.

## Historie
Nooksack byl oficiálně začleněn v prosinci 1912 a ve svých brzkých letech zažil velký rozkvět. Po nějakém čase ale město zachvátil požár, který zastavil jeho růst.

## Geografie
Rozloha města činí 1,8 km2, z čehož vše je souš.

## Demografie
Při sčítání lidu v roce 2010 zde žilo 1 338 obyvatel, z čehož 81 % tvořili běloši, 2,5 % původní obyvatelé a 2 % Asiaté. 18 % obyvatel bylo Hispánského původu.

## Sloučení
V únoru 2009 se začalo mluvit o sloučení měst Everson a Nooksack, z čehož by vzniklo nové, třítisícové město. V březnu téhož roku se v deníku The Bellingham Herald objevil článek informující o schůzce zastupitelů obou měst, na které se jednalo právě o možném sloučení. Městská rada Eversonu přirovnala zamýšlené sloučení k tomu, které proběhlo dříve v Bellinghamu, který ale vznikl ze čtyř měst. Nové město by mělo nový název a bylo by rozděleno do dvou okrsků odpovídajícím umístění nynějších obcí. O názvu se stále jedná, ale možným jménem nové obce může být Nooksack Valley.